# Гатаучяйское староство
Гатаучяйское староство (лит. Gataučių seniūnija) — одно из 10 староств Ионишкского района, Шяуляйского уезда Литвы. Административный центр — деревня Гатаучяй.

## География
Расположено в Мушо-Нямунельской низменности на севере Литвы, в южной части Ионишкского района.
Граничит с Рудишкяйским староством на западе, Кяпаляйским — на востоке, Ионишкским — на севере, Мяшкуйчяйским староством Шяуляйского района — на юго-западе и юге, Лигумайским староством Пакруойского района — на юге и Пашвитинским староством Пакруойского района — на юго-востоке.

## Население
Гатаучяйское староство включает в себя 22 деревни и один хутор.